# Декасульфид тетрафосфора
Тетрафосфора декасульфид — бинарное неорганическое соединение фосфора и серы с формулой P4S10, тёмно-жёлтые кристаллы, разлагается в воде.

## Получение
- Сплавление фосфора и серы в инертной атмосфере:

{\displaystyle {\mathsf {P+S\ {\xrightarrow[{CO_{2}}]{250^{o}C}}\ P_{4}S_{n}}}}
где n = 2, 3, 5, 6, 7, 9, 10. Смесь очищают возгонкой или перекристаллизацией в сероуглероде.

## Физические свойства
Тетрафосфора декасульфид образует тёмно-жёлтые кристаллы триклинной сингонии, пространственная группа P 1, параметры ячейки a = 0,907 нм, b = 0,918 нм, c = 0,919 нм, α = 92,4°, β = 101,2°, γ = 110,5°, Z = 2.
Разлагается в воде, плохо растворяется в сероуглероде.

## Химические свойства
- При сильном нагревании разлагается:

{\displaystyle {\mathsf {P_{4}S_{10}\ {\xrightarrow {>500^{o}C}}\ 2P_{2}S_{5}}}}
- Разлагается водой:

{\displaystyle {\mathsf {P_{4}S_{10}+16H_{2}O\ {\xrightarrow {}}\ 4H_{3}PO_{4}+10H_{2}S}}}
- Окисляется горячей концентрированной азотной кислотой:

{\displaystyle {\mathsf {P_{4}S_{10}+80HNO_{3}\ {\xrightarrow {}}\ 4H_{3}PO_{4}+10H_{2}SO_{4}+80NO_{2}\uparrow +24H_{2}O}}}
- Реагирует с щелочами:

{\displaystyle {\mathsf {P_{4}S_{10}+24NaOH\ {\xrightarrow {70^{o}C}}\ 4Na_{3}PO_{3}S+6Na_{2}S+12H_{2}O}}} (с образованием монотиофосфата натрия)
{\displaystyle {\mathsf {P_{4}S_{10}+16NaOH\ {\xrightarrow {50^{o}C}}\ 4Na_{3}PO_{2}S_{2}+2Na_{2}S+8H_{2}O}}} (с образованием дитиофосфата натрия)
- Окисляется кислородом:

{\displaystyle {\mathsf {P_{4}S_{10}+15O_{2}\ {\xrightarrow {300^{o}C}}\ P_{4}O_{10}+10SO_{2}}}}
- С пентахлоридом фосфора образует тиохлорид фосфора:

{\displaystyle {\mathsf {P_{4}S_{10}+6PCl_{5}\ {\xrightarrow {150-200^{o}C}}\ 10PSCl_{3}}}}
- Медленно реагирует с аммиаком с образованием нитрида фосфора:

{\displaystyle {\mathsf {P_{4}S_{10}+NH_{3}\ {\xrightarrow[{-H_{2}S,-S,-H_{2}}]{NH_{3},230-600^{o}C}}\ P_{3}N_{5}}}}

## Применение
- В производстве флотореагентов.
- Антикоррозионная добавка к смазочным маслам.
- Инсектицид.